# Ричард Рајт (музичар)
Ричард Вилијам Рајт (енгл. Richard William Wright; Лондон, 28. јул 1943 — Лондон, 15. септембар 2008) је био клавијатуриста групе Пинк Флојд.

## Биографија
Био је једини иоле музички образован члан бенда, будући да је једно време студирао музику, након што је напустио студије архитектуре које је похађао заједно са басистом Пинк Флојд Роџером Вотерсом и бубњарем Ником Мејсоном. Ипак, Рајт није завршио ни једне ни друге студије.
Иако није био продуктиван аутор као остали чланови бенда, Дејвид Гилмор, Сид Барет или Роџер Вотерс, значајно је музички допринео класицима Пинк Флојд, као што су албуми Meddle, The Dark Side of the Moon и Wish You Were Here као и на последњем албуму The Division Bell. Рајтове богато саткане деонице на клавијатурама су увек биле виталан део и изражена карактеристика звука Пинк Флојда. Био је коаутор неких од најпознатијих песама бенда, као што су Shine On You Crazy Diamond, Us And Them i Time.
Умро је 15. септембра 2008. године у својој кући у Лондону, од галопирајућег рака чији облик његова породица никада није саопштила јавности. Након његове смрти, Роџер Вотерс и Дејвид Гилмор и званично су потврдили да до поновног окупљања Пинк Флојда никада више неће доћи.

## Дискографија
Са Пинк Флојдом
- (1967)
- (1968)
- (1969)
- (1970)
- (1969)
- (1970)
- (1971)
- (1971)
- (1972)
- (1973)
- (1975)
- (1977)
- (1979)
- (1987)
- (1988)
- (1994)
- (1995)

Соло албуми
- (1978)
- (1997)

Остало
- (1984 - са групом Zee)
- (2006 - албум Дејвида Гилмора)
- (2007 - концерт Дејвида Гилмора)
- (2008 - живи албум Дејвида Гилмора)

## Занимљивости
- Рајт је напустио Пинк Флојд за време снимања албума "The Wall", због несугласица са Роџером Вотерсом. Међутим, остали чланови бенда ангажовали су га као пратећег музичара на турнеји која је пратила албум.
- На албуму "A Momentary Lapse Of Reason" из 1987. године такође је био ангажован као пратећи музичар. Званично је поново постао пуноправни члан бенда тек на турнеји која је пратила овај албум.
- Последњи басиста Пинк Флојд, Гај Прат, ожењен је Рајтовом кћерком Гајом.